# 広野村 (山形県)
広野村（ひろのむら）は山形県東田川郡にあった村。現在の酒田市南西部、日本海東北自動車道酒田インターチェンジ周辺にあたる。

## 地理
- 河川：京田川

## 歴史
- 1889年（明治22年）4月1日 - 町村制の施行により、大淵村、広野新田村、福岡村の区域をもって発足。
- 1954年（昭和29年）12月1日 - 酒田市に編入。同日広野村廃止。

## 交通

### 道路
- 国道7号

現在は旧村域に日本海東北自動車道の酒田インターチェンジが所在するが、当時は未開通。